# Schoenoplectus annamicus
Schoenoplectus annamicus är en halvgräsart som först beskrevs av Louis-Florent-Marcel Raymond, och fick sitt nu gällande namn av Tetsuo Michael Koyama. Schoenoplectus annamicus ingår i släktet sävsläktet, och familjen halvgräs. Inga underarter finns listade i Catalogue of Life.